# Coin de café-concert
Coin de café-concert est une huile sur toile réalisée par Édouard Manet en 1879. Sa composition est en relation directe avec celle de La Serveuse de bocks, 98 × 79 cm, conservée à Paris au musée d'Orsay de Paris, et elle peut être  considérée comme une suite, ou un élargissement de champ. La scène se situe au même endroit : la brasserie Reichshoffen. Les critiques d'art la situent soit boulevard de Rochechouart, soit boulevard de Clichy, mais cet établissement ne figure à aucune de ces deux adresses dans le  Bottin de 1879.

## Les deux café-concerts
En août 1874, Manet commence à travailler sur un grand tableau de la Brasserie de Reichshoffen Café-concert au Reichshoffen, où il est fasciné par l'habileté des serveuses. Tout en travaillant sur l'image, il a radicalement modifié ses plans et l'a coupé en deux parties qu'il développa de manière indépendante, complétant chaque moitié séparément.
Cette vue instantanée du café est le côté droit de la plus grande peinture. Le modèle de la serveuse de bière du Coin de café-concert est une des serveuses de la brasserie Reichshoffen. Selon Duret et Moreau-Nelataon, la serveuse accepta de se rendre dans l'atelier de Manet, rue d'Amsterdam, pour poser. Elle a accepté ces séances de pose, à condition qu'elle soit accompagnée de son « protecteur », qui exigerait également le paiement. C'est l'homme en blouse bleue appuyé sur la table tandis que la serveuse pose un verre de bière devant lui. Coin de café-concert comporte des taches sur la datation qui a bien pu aller jusqu'en 1879. D'après Théodore Duret, Manet aurait choisi parmi les serveuses, celle qui manipulait avec plus de dextérité que les autres plusieurs bocks à la fois. Coin de café-concert a été beaucoup plus souvent remanié que l'autre  toile.
Manet a agrandi le tableau de la National Gallery en ajoutant une bande de toile supplémentaire le long de son côté droit pour amener la serveuse au centre de la composition. Bien qu'étant une peinture à part entière, Coin de café-concert est aussi un fragment. Mais cela convient à son sujet, car Manet ne nous offre qu'un aperçu fugace de ce monde, pas une vue panoramique de celui-ci.
La moitié gauche montre un homme et deux femmes assis de l'autre côté de la table. Intitulé Au Café, ce tableau fait partie de la Collection Reinhart à Winterthur en Suisse. Il est clairement signé et daté.
Il achève le tableau Au Café, Café-concert en août 1878. On y voit les amis de Manet qui ont posé pour le couple de l'homme en haut de forme et la femme tournée vers le spectateur. 
On retrouve la même composition dans le tableau La Serveuse de bocks, conservé au musée d'Orsay, réalisé ultérieurement.

Les différentes versions du sujet
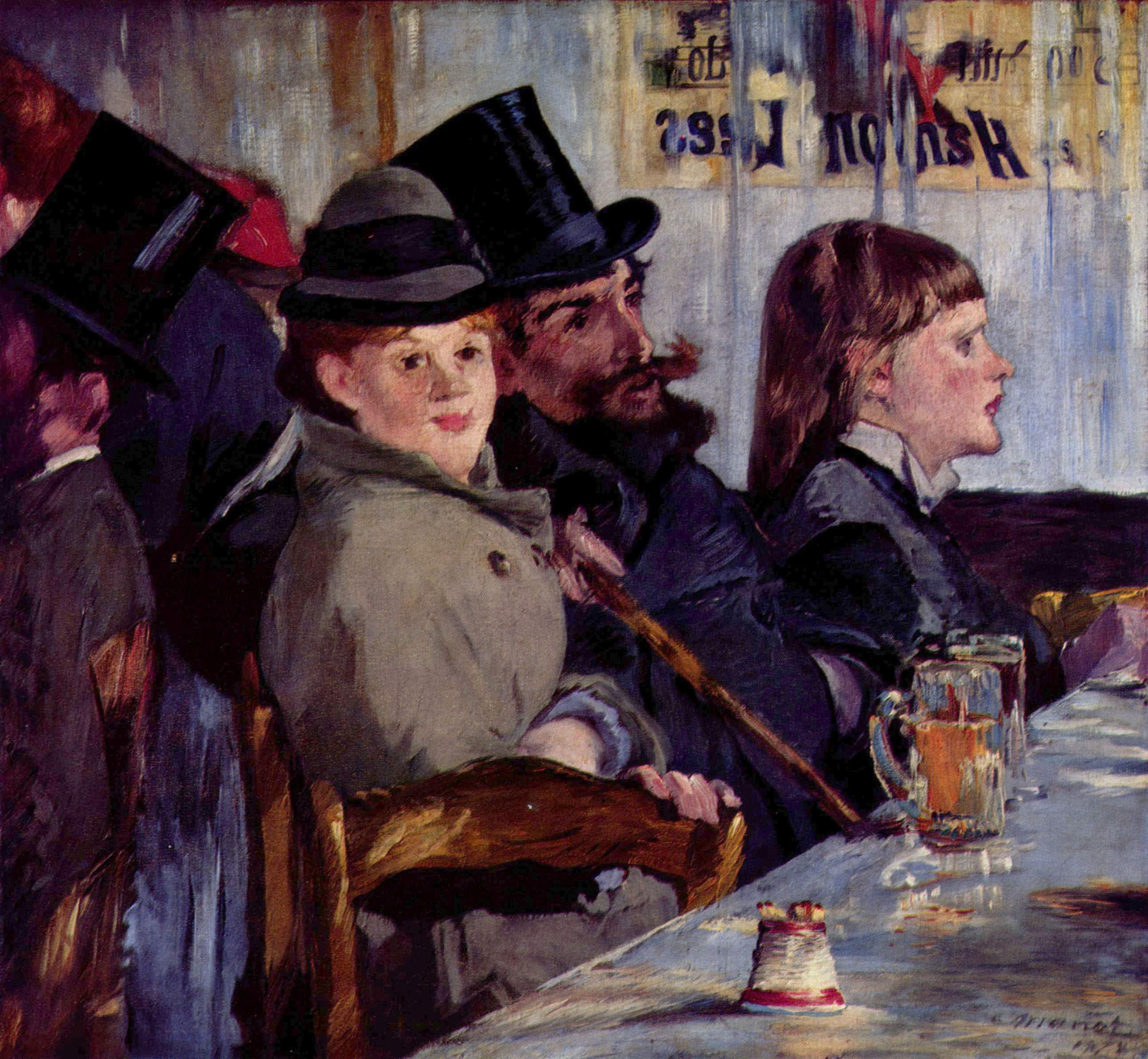
Au café, 1878, Winterthour, musée Oskar Reinhart « Am Römerholz ».
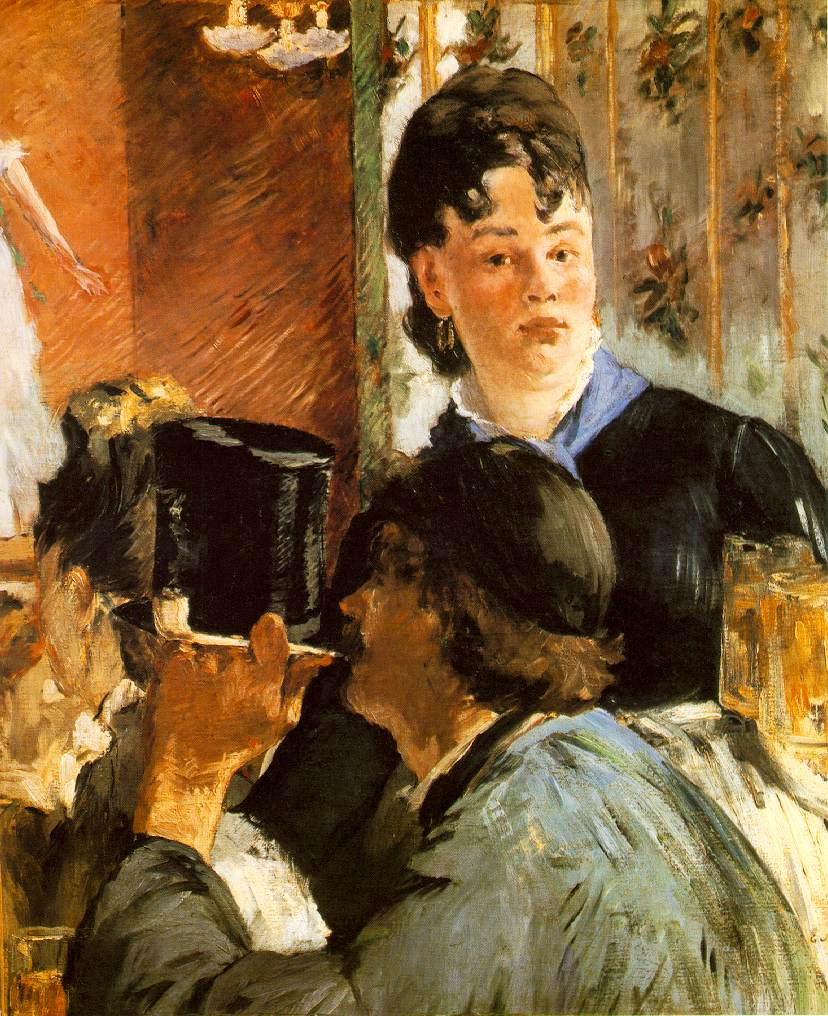
La Serveuse de bocks, 1879, Paris, musée d'Orsay.
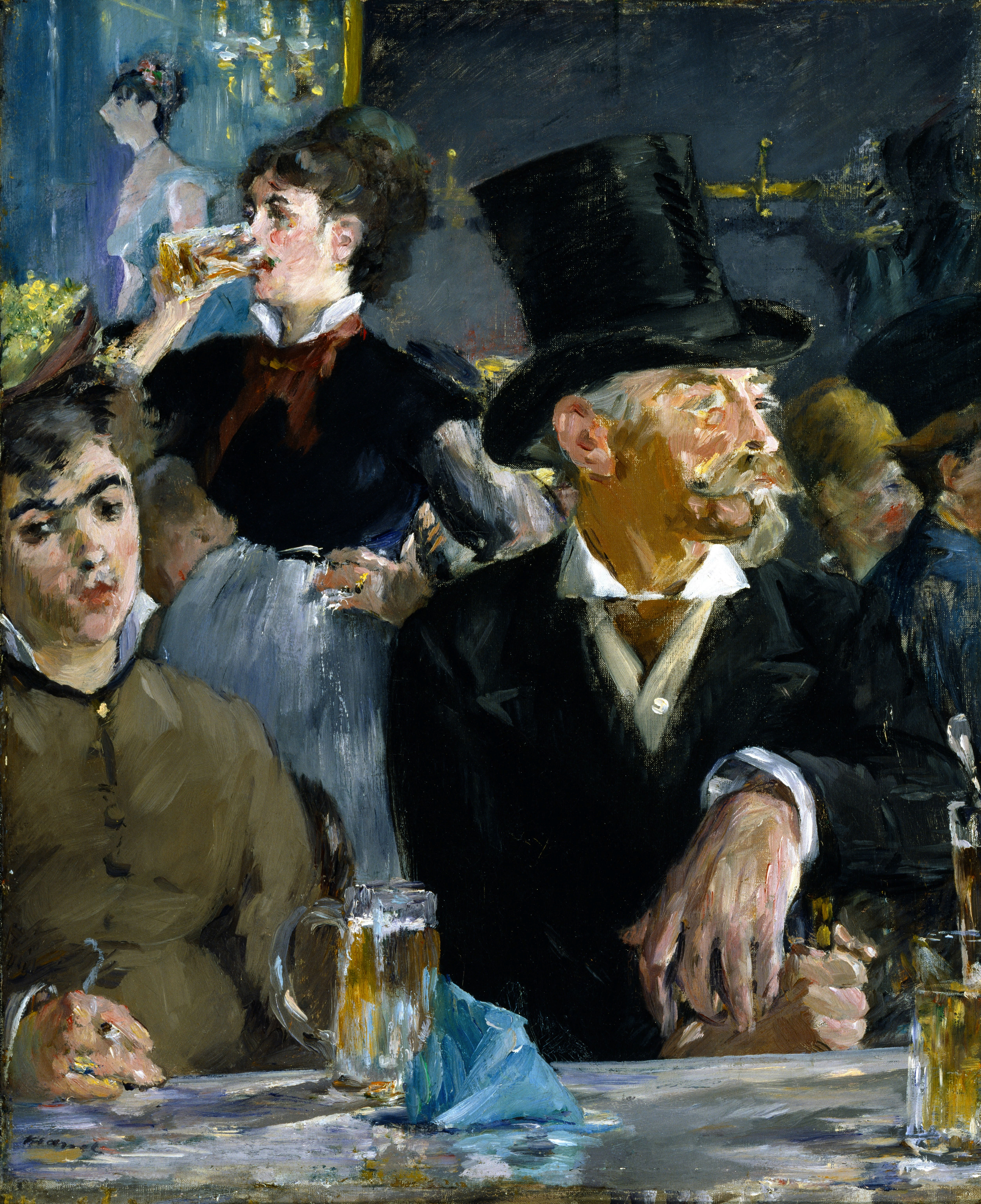
Au Café, Café-concert, 1878, Baltimore, Walters Art Museum.

## Provenance
Le collectionneur Fernand Barroil  a acheté à Manet en 1879 pour 1 500 francs, un tableau figurant  sur le carnet de comptes du peintre  sous l'identité Reichshoffen. Barroil l'aurait rendu ensuite à Manet pour acheter à la place  une autre toile  intitulée Café-concert pour 2 500 francs. À la vente de l'atelier, Durand-Ruel achetait Coin de café-concert qui semble bien être le fragment d'une toile divisée en deux. Revenue au collectionneur Haviland, puis à Knoedler & Co à New York, elle a été achetée par la National Gallery en 1923.